# Turie
Turie je obec na Slovensku v okrese Žilina. Žije v ní přibližně 2 200 obyvatel. První písemná zmínka o vesnici pochází z roku 1386. Ve vsi se narodil choreograf a tanečník Juraj Kubánka.

## Historie
První písemná zmínka o obci se nachází v Žilinské knize od Václava Chaloupeckého. Záznam pochází z roku 1386 a jeho latinský zápis zní: Item nota, quod Stephanus do Tuticz Salut Johannes advocato XX flor auri, což v slovenském překladu znamená Záznam, že Štefan z Tura platil Janovi Advokátovi dvacet zlatých ve zlatě.
V záznamu z roku 1416 se již vzpomínají tři dvory (tři kúrie) zemanské, podle kterých se obec až od roku 1930 jmenovala Turo-Tridvory. Na nynější název Turie byla přejmenována v roce 1949.

## Poloha
Obec Turie se rozprostírá v údolí Malé Fatry, pod vrcholem Minčolem (1364 m) v Turské dolině, která se táhne kolmo na Rajeckou dolinu. Nejbližším městem jsou Rajecké Teplice a dvanáct kilometrů vzdálená Žilina. Obec Turie sousedí s obcemi Porúbka, městskou částí Rajeckých Teplic Poluvsím a obcí Višňové.
Vstupní brána do Turské doliny je tam, kde se Turianský potok vlévá do řeky Rajčianky. Vstup svírají dva kopce: Hrádok a Holý Diel. Při zkoumání Hrádku archeologové objevili předměty z doby bronzové, ale žádné známky po stavbě.
Ve správním území obce leží přírodní památka Turská skala, přírodní rezervace Pralesy Slovenska – Skalnatá a část národní přírodní rezervace Kozol.

## Pamětihodnosti
V obci stojí římskokatolický Kostel svatého Michala archanděla přibližně ze 16. století a kaple svaté Anny z roku 1720.

## Galerie

Turie
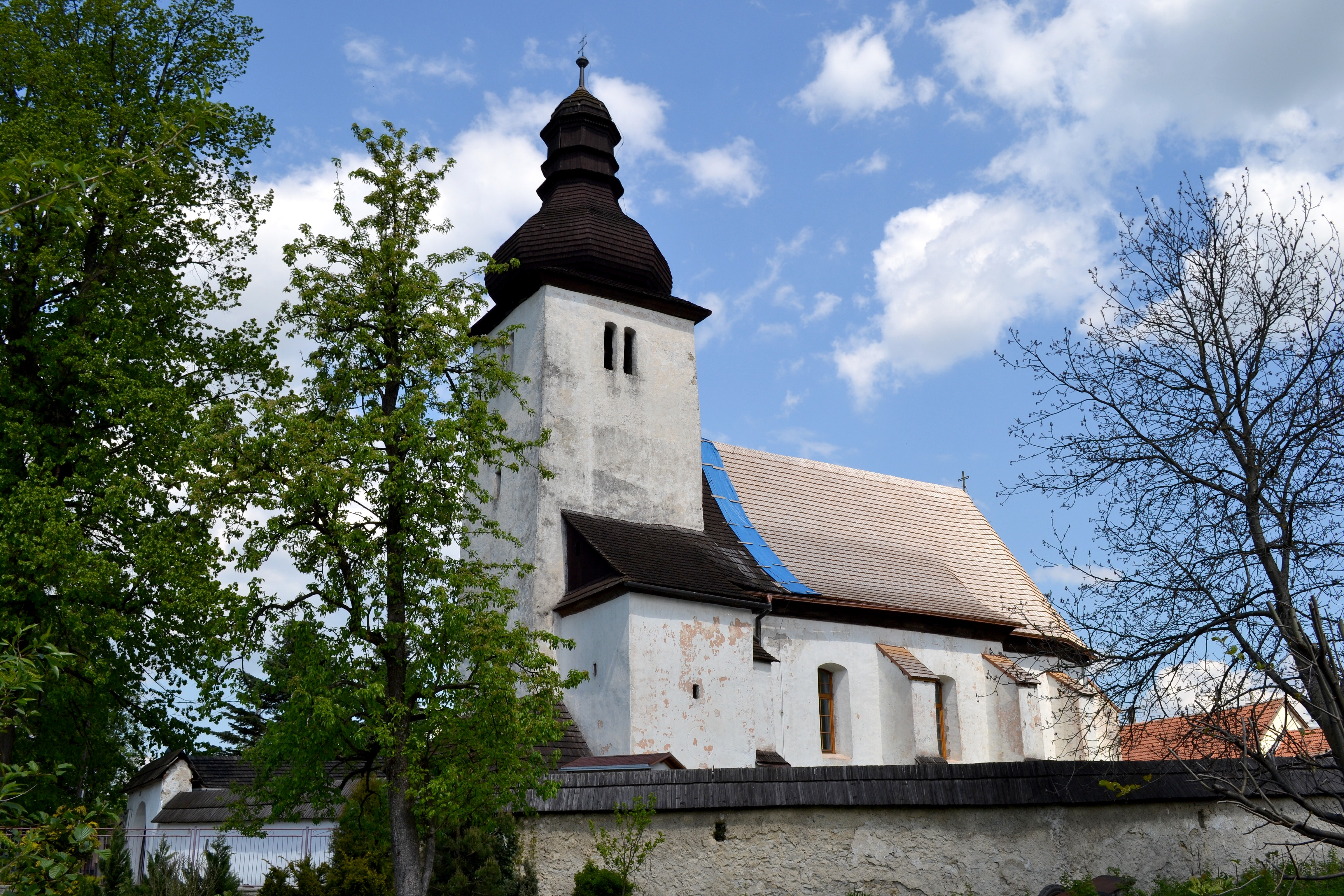
Kostel svatého Michala
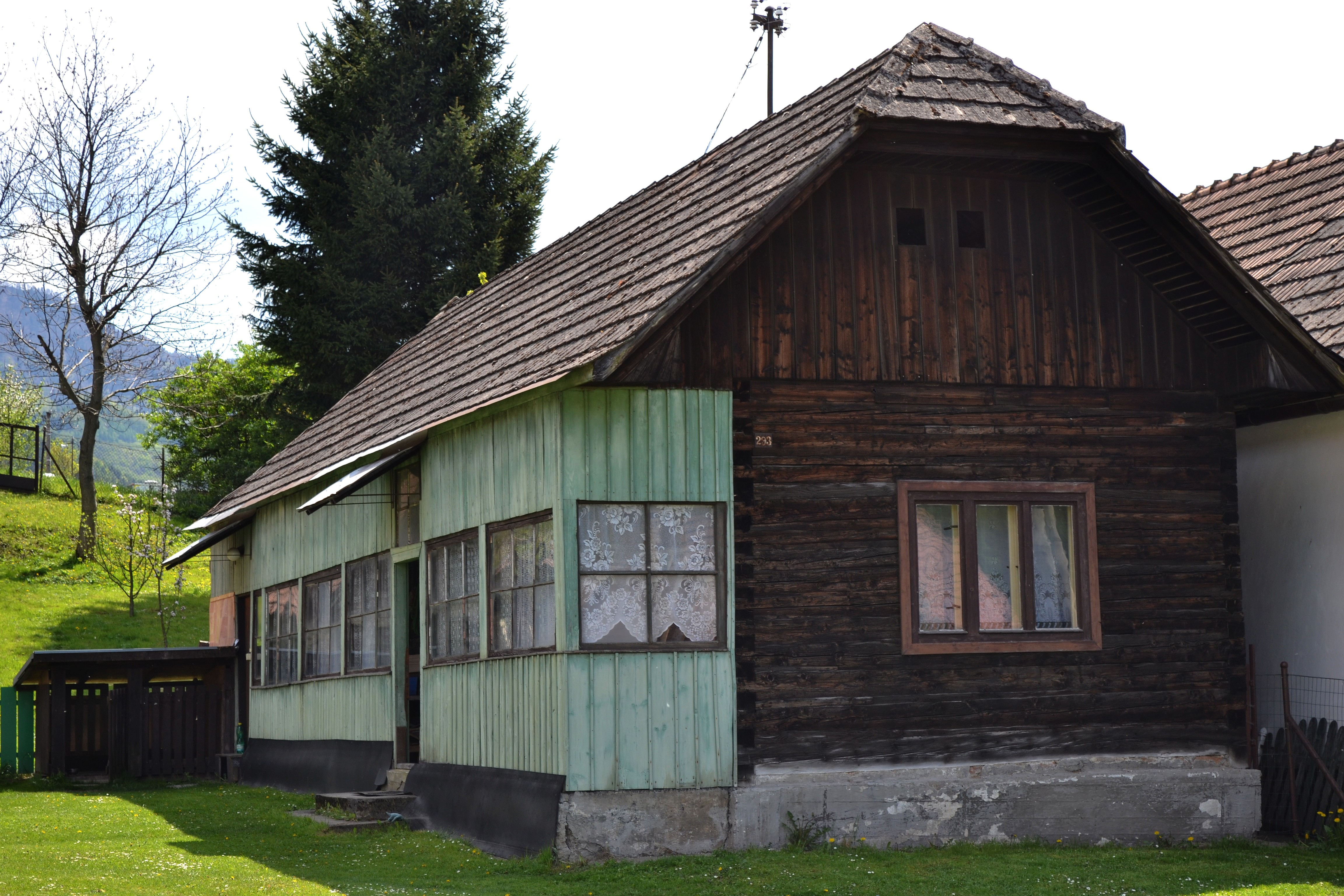
Stavení
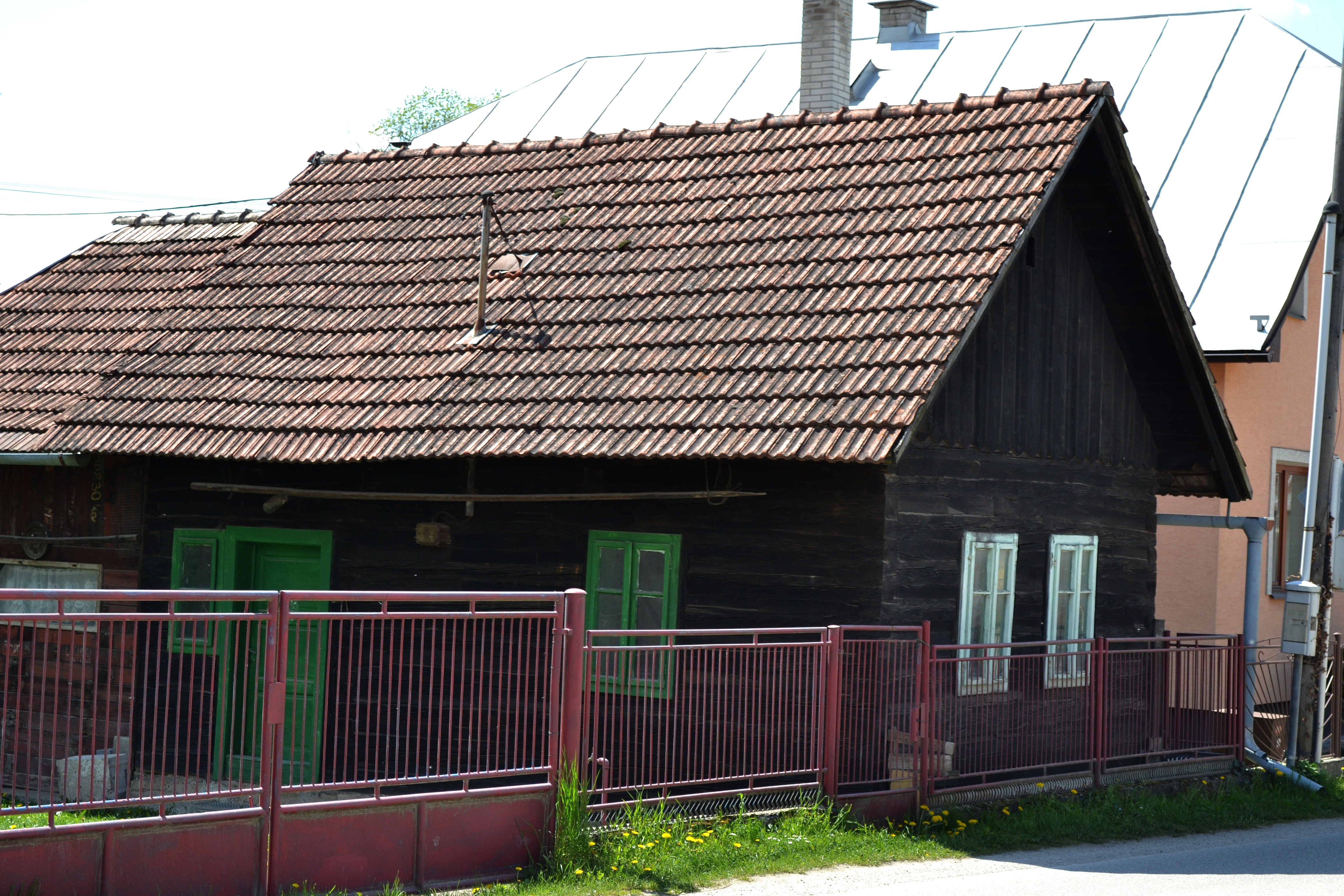
Stavení č. 2
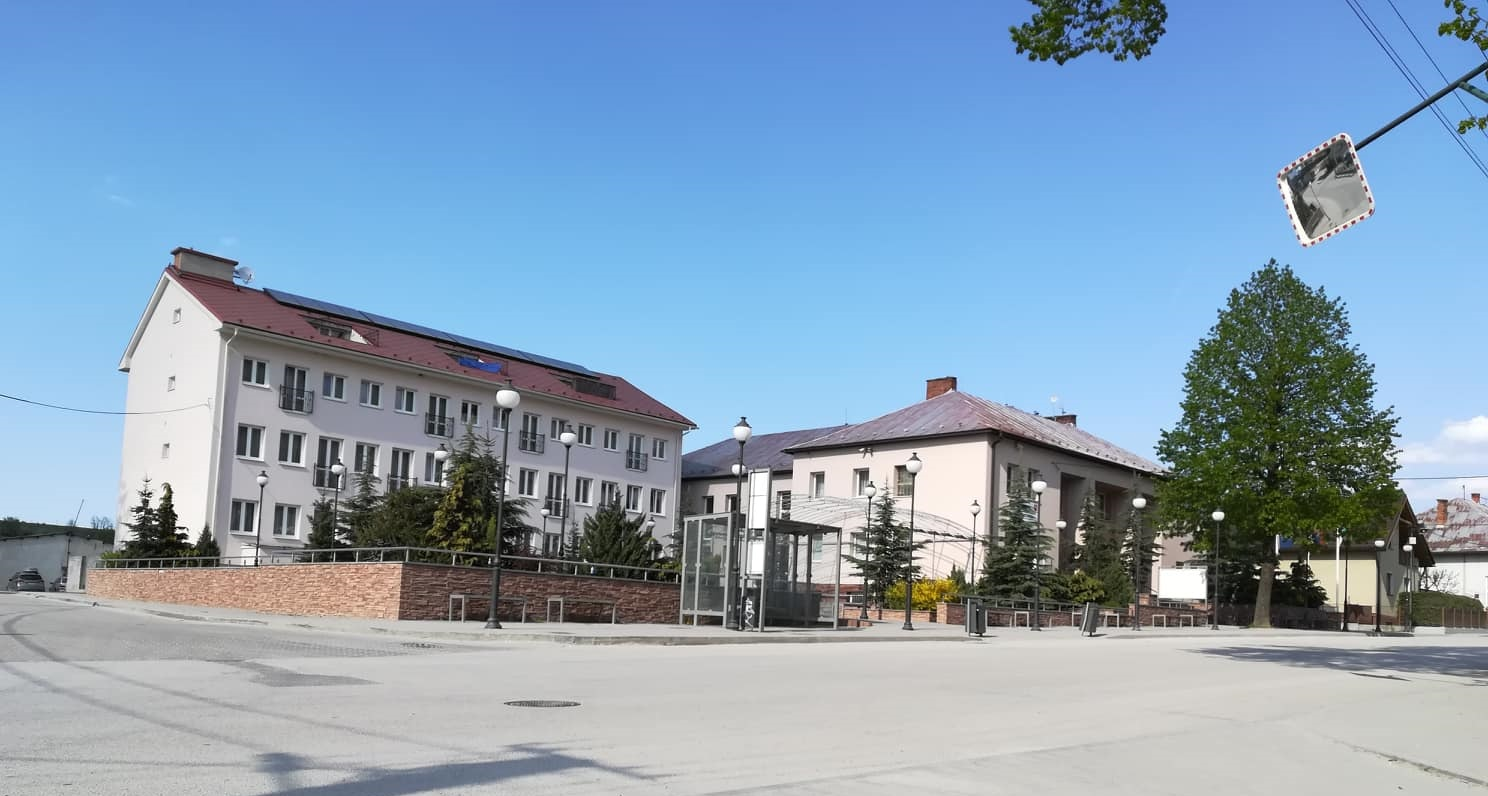
Centrum obce
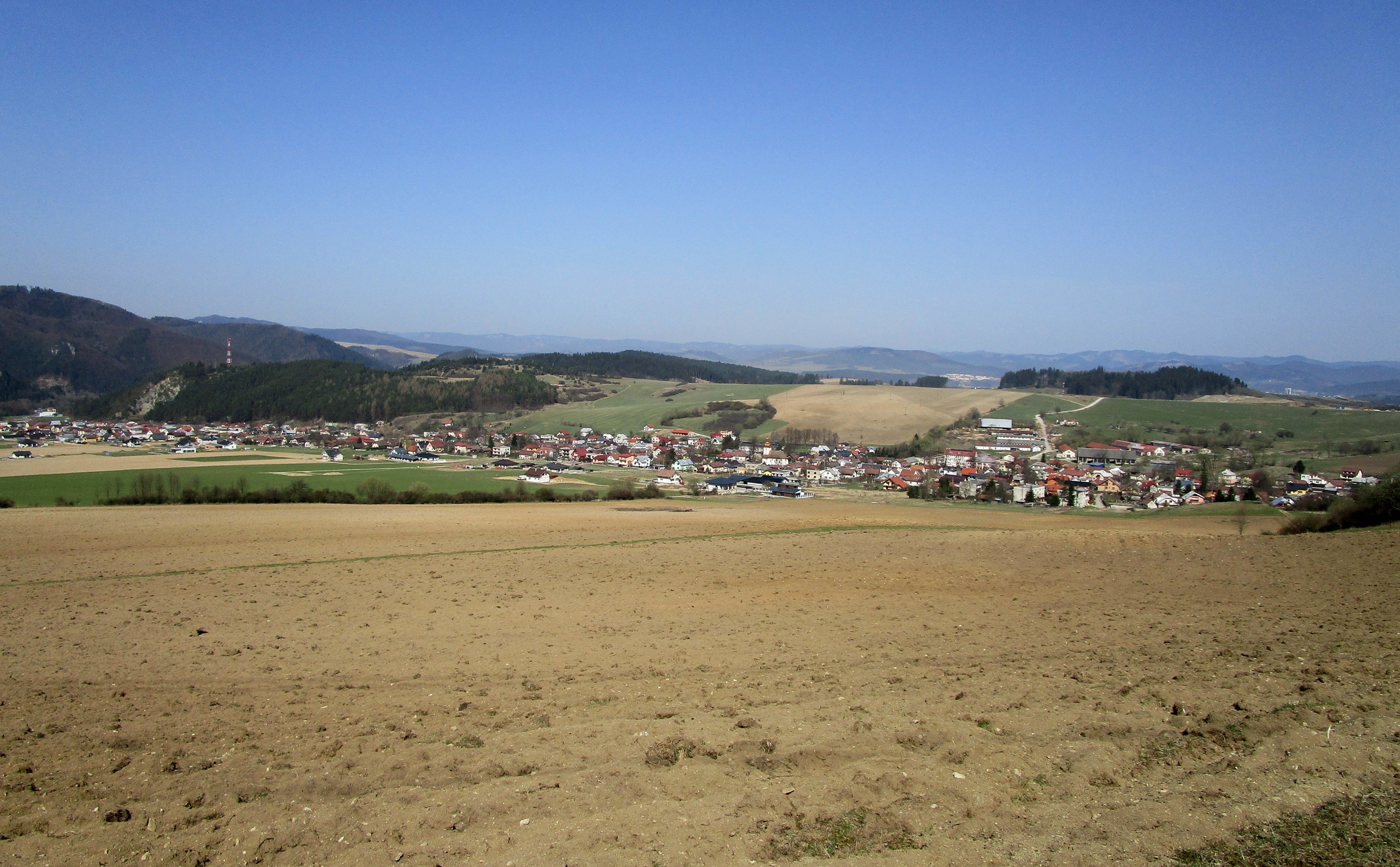
Obec, panorama